# Derma

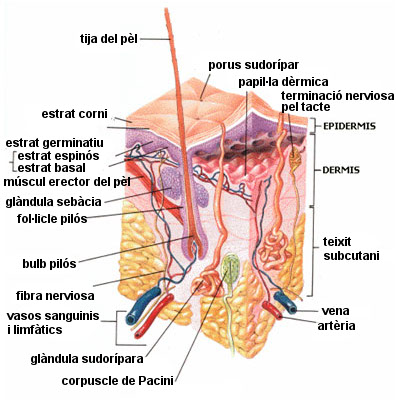
Capes de la pell: epidermis, derma i teixit subcutani, mostrant un fol·licle pilós, una glàndula sudorípara i una glàndula sebàcia.

El derma o la dermis és la capa de pell situada sota l'epidermis i fermament connectat a ella.

## Funció
Ocupa una funció protectora, representa la segona línia de defensa contra els traumatismes (el seu gruix és entre 20 i 30 vegades major que el de l'epidermis). Proveïx les vies i la sustentació necessària per al sistema vascular cutani i constitueix un enorme dipòsit potencial d'aigua, sang i electròlits.